# Simion Filip
Simion Filip est un mathématicien roumain et moldave, spécialiste des systèmes dynamiques et de géométrie algébrique.

## Biographie
Filip est né à Chișinău, en Moldavie. Il a remporté une médaille de bronze aux Olympiades internationales de mathématiques en 2004 et une médaille d'argent en 2005. Il a étudié à l'Université indépendante de Moscou, puis de 2005 à 2009 à Université de Princeton,de 2009 à 2010 à l'Université de Cambridge et a préparé, de 2010 à 2016, son doctorat sous la supervision d'Alex Eskin à l'Université de Chicago (titre de sa thèse : Teichmüller Dynamics et Hodge Theory). En tant qu'étudiant postdoctoral, il a été Junior Fellow de la Harvard Society of Fellows à l'Université Harvard (2016/2018) et postdoctorant à l'à l'Institute for Advanced Study (2018/209);  Il est depuis 2019 professeur associé à l'Université de Chicago. De 2016 à 2021 il est Clay Research Fellow.

## Recherche
Les recherches de Filip se situent à l'interface des systèmes dynamiques (théorie ergodique), notamment dans les espaces localement homogènes et les espaces de Teichmüller, et de la géométrie algébrique (théorie de Hodge, géométrie complexe).

## Prix et distinctions
En 2016, il a reçu le premier Dynamical Systems Prize for Young Mathematicians de l'Université d'État de Pennsylvanie (Center for Dynamics and Geometry). De 2016 à 2021, il est  boursier de recherche Clay. En 2020/21, il a reçu le prix de la Société mathématique européenne.

## Publications (sélection)
- Simion Filip, « Counting special Lagrangian fibrations in twistor families of K3 surfaces. », Ann. Sci. Éc. Norm. Supér. (4), vol. 53, no 3,‎ 2020, p. 713-750 (zbMATH 07226616).
- Simion Filip, « Splitting mixed Hodge structures over affine invariant manifolds », Annals of Mathematics, vol. 183,‎ 2016, p. 681–713 (arXiv 1311.2350).
- Simion Filip, « Semisimplicity and rigidity of the Kontsevich-Zorich Cocycle », Invent. Math., vol. 205,‎ 2016, p. 617–670 (arXiv 1307.7314).
- Simion Filip, « Zero Lyapunov exponents and monodromy of the Kontsevich-Zorich cocycle », Duke Math. J., vol. 166,‎ 2017, p. 657–706 (arXiv 1410.2129).
- A. Eskin, Simion Filip et A. Wright, « The algebraic hull of the Kontsevich-Zorich cocycle », Annals of Mathematics, vol. 188,‎ 2018, p. 281–313 (arXiv 1702.02074).
- Simion Filip, « Families of K3 surfaces and Lyapunov exponents », Israel Journal of Mathematics, vol. 226,‎ 2018, p. 29–69 (arXiv 1412.1779).